# Trại Pendleton
Căn cứ Thủy quân Lục chiến Trại Pendleton (tiếng Anh: Marine Corps Base Camp Pendleton) là một căn cứ duyên hải phía Tây chính của Thủy quân lục chiến Hoa Kỳ và phục vụ như căn cứ huấn luyện vừa bộ binh và hải quân hàng đầu. Nó ở miền Nam California, giữa các thành phố Oceanside và San Clemente.
Căn cứ được thiết lập vào năm 1942 để huấn luyện Thủy quân lục chiến Hoa Kỳ phục vụ chiến tranh thế giới thứ hai. Nó được đặt tên của tướng Thủy quân lục chiến Joseph Henry Pendleton, người vận động lâu dài việc thiết lập một căn cứ huấn luyện ở duyên hải phía Tây cho lực lượng Thủy quân lục chiến. Ngày nay, căn cứ là nhà của vô số các đơn vị hải quân và thủy quân lục chiến hỗn hợp bao gồm Lực lượng Viễn chinh Thủy quân lục chiến I và nhiều tư lệnh huấn luyện.
Đây cũng là trại tỵ nạn đầu tiên của người Việt Nam trên đất Mỹ trong tháng 4 năm 1975.

## Lịch sử

### Những năm xa xưa

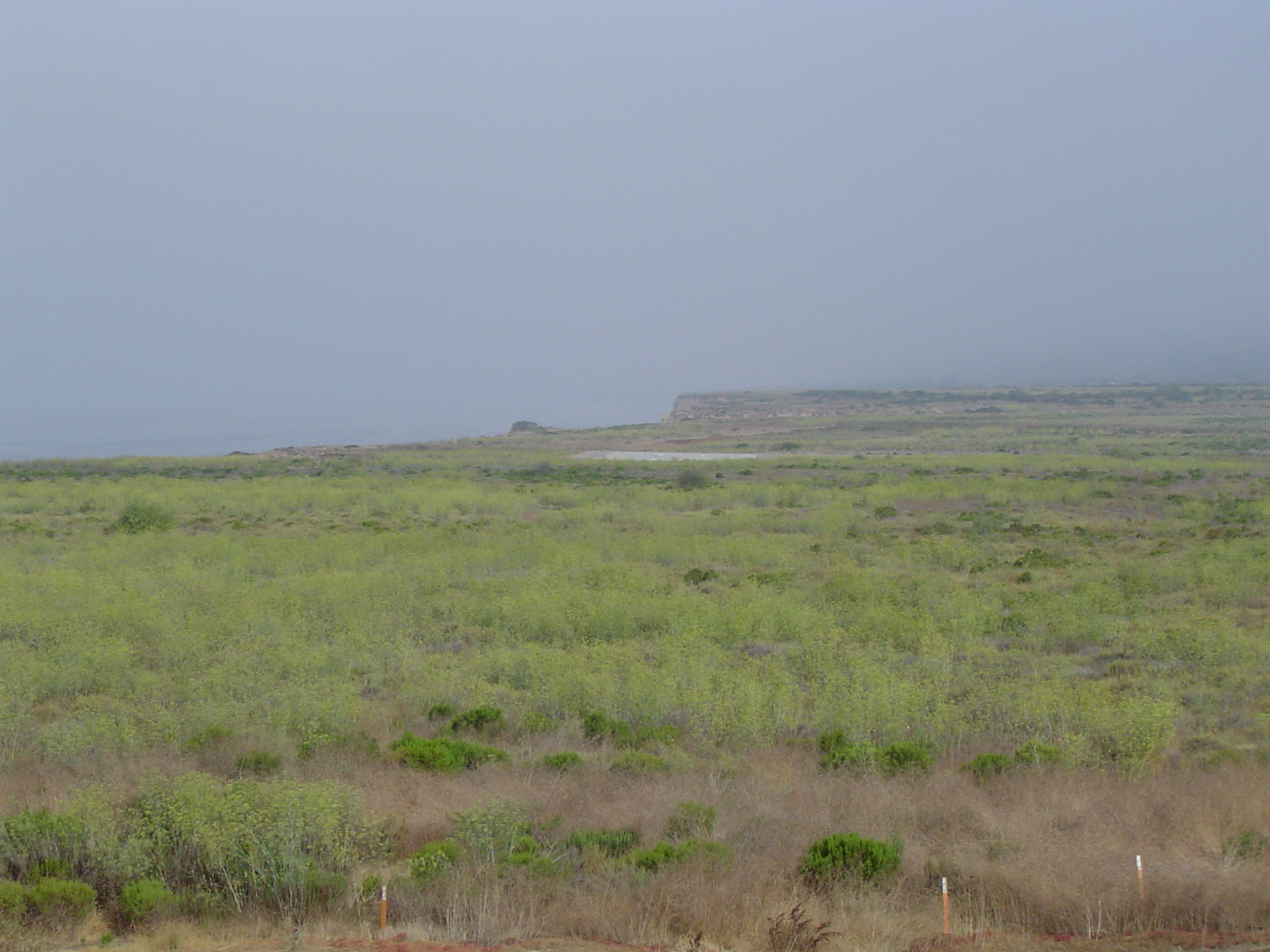
Trại Pendleton

Năm 1769, một thuyền trưởng người Tây Ban Nha tên là Gaspar de Portola dẫn một lực lượng thám hiểm đi về hướng bắc từ hạ California để tìm nơi thiết lập hội chi nhánh truyền giáo dòng Franciscan cho khắp California. Vào ngày 20 tháng 7 cùng năm, đoàn đến nơi mà ngày nay được biết là Trại Pendleton và, cũng nhân ngày lễ thánh St. Margaret, họ "rửa tội" vùng đất này và đặt tên vùng này là Santa Magarita.
Suốt 30 năm tiếp theo, 21 hội chi nhánh truyền giáo được thiết lập. Hội chi nhánh truyền giáo thành công nhất là Hội truyền giáo San Luis Rey, ngay ở phía nam của Trại Pendleton ngày nay. Cùng lúc đó, Hội truyền giáo San Luis Rey kiểm soát vùng Santa Margarita.
Năm 1821, sau khi México được độc lập khỏi Tây Ban Nha, nhà cầm quyền México, với chính sách "người cày có ruộng", giao đất California cho người California và họ đã cấp bằng khoán đất cho những nông gia có công lao khai khẩn hoặc những lãnh tụ địa phương.
Năm 1841 hai anh em Pio Pico và Andrés Pico là hai người đầu tiên được làm chủ đất vùng Santa Magarita. Mặc dù lúc ấy chưa có các sòng bạc to lớn ở Tamecula hay ở San Diego, anh em nhà Pico cũng đã mê cờ bạc nên mắc nợ nhiều nơi không có tiền trả nên bán đất cho em vợ người Anh tên là John Forster, ông này mở rộng nông trại chăn nuôi bò tại đây vốn đã được xây dựng từ năm 1841.
Nông trại của Forster cũng không khá vì hạn hán liên tiếp không đủ cỏ cho bò ăn và luật lệ mới ra bắt làm hàng rào xung quanh vùng đất của mình. Khu đất quá lớn nên muốn làm hàng rào không phải là ít tiền nên năm 1882 Forster bán khu này cho nhà chăn nuôi giàu có tên là James Flood và người quản lý của ông này là Richard O’Neill.
Dưới sự chỉ đạo của con trai Richard O’Neill là Jerome nông trại bắt đầu thu hoạch khá và lời nửa triệu đồng trong một năm. Thời ấy số tiền đó rất lớn và nông trại được hiện đại hoá trang bị những máy móc tối tân vào thời ấy.

### Chiến tranh thế giới thứ hai
Vào đầu thập niên 1940 vì nhu cầu của chiến trường trong chiến tranh thế giới thứ hai, cả lục quân và thủy quân lục chiến đều tìm kiếm đất rộng để làm quân trường. Vùng đất được Bộ Quốc phòng mua và giao cho thủy quân lục chiến làm quân trường lớn nhứt của binh chủng vào tháng 4 năm 1942 vì địa thế có núi biển hợp với hoạt động của ngành thủy quân lục chiến. Họ đã chọn tên đại tướng Joseph H. Pendleton là người nhiệt tâm trong việc vận động để thành lập quân trường ở miền Tây đặt tên cho trại Pendleton. Sau 5 tháng liên tục xây dựng ngày 25 tháng 9 năm 1942 Tổng thống Franklin Roosevelt đến chính thức khánh thành trại Pendleton.

### Little Saigon

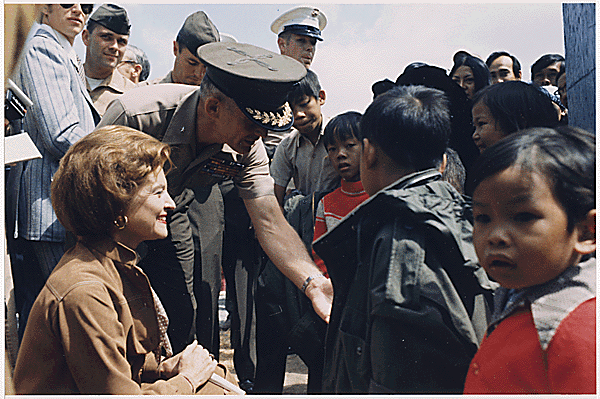
Đệ Nhất Phu nhân Betty Ford và các trẻ em tị nạn từ Việt Nam tại trại Pendleton, tháng 5 năm 1975

Lịch sử của Little Saigon ngày nay ở Westminster có thể nói bắt đầu từ Trại Pendleton vì đây là trại ty nạn đầu tiên của người Việt Nam trên đất Mỹ. Biến cố 30 tháng 4 năm 1975 có hàng chục ngàn người thoát khỏi Sài Gòn trên những chiếc tàu và thuyền để ra Biển Đông, họ được những chiến hạm thuộc Đệ thất Hạm đội Hoa Kỳ neo ngoài khơi vớt lên và chở về tập trung tại Đảo Guam và Đảo Wake là lãnh thổ của Hoa Kỳ trong Thái Bình Dương. Sau đó người tỵ nạn Việt Nam được đưa về Trại Pendleton và một hai trại khác ở miền Đông. Những người Việt Nam sống trong những nhà lều ở Trại Pendleton trong vòng vài tháng để chờ các nhà thờ bảo lãnh. Đa số các nhà thờ nằm trong Quận Cam nên sau khi ra khỏi trại người tỵ nạn được những người Mỹ bảo trợ mướn nhà cho ở trong khu vực Santa Ana vì vùng này có những khu chung cư giá rẻ. Rồi từ đó khu thương mại Việt Nam được thành hình ban đầu là vài tiệm ở gần ngã tư First và Fairview sau đó những khu chợ mới được xây lên tại đường Bolsa và trở thành Little Saigon như ngày nay.

## Ngày nay

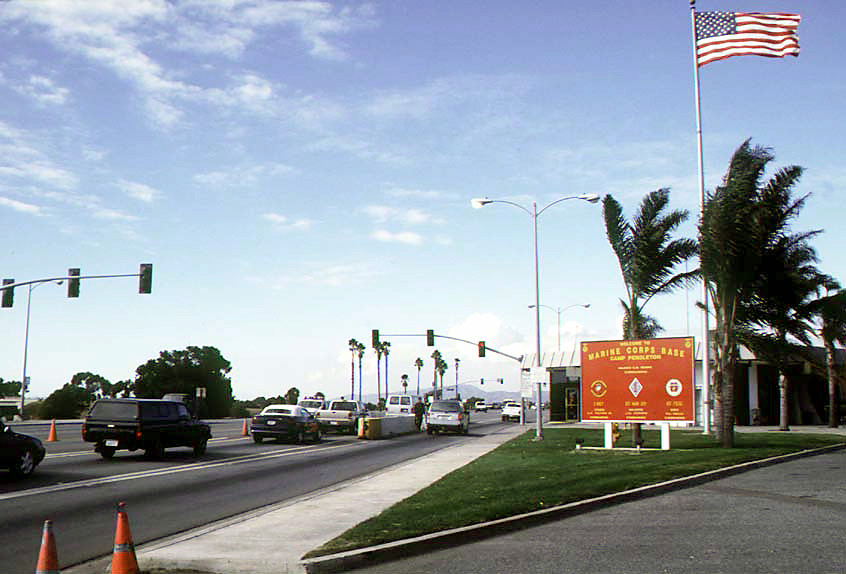
Cổng chính vào trại Pendleton. Đây là con đường chính cho lưu thông vào căn cứ. Cổng này mở cửa và được Thủy quân lục chiến canh gác 24 giờ mỗi ngày kể từ năm 1942.

Địa hình có cả núi và biển của căn cứ trải dài trên 125.000 mẫu Anh giúp tiện lợi cho việc huấn luyện quanh năm cho Thủy quân lục chiến ngoài các quân chủng khác của quân đội Hoa Kỳ. Huấn luyện hỗn hợp bộ binh và hải quân và từ biển vào bờ diễn ra tại các điểm chính dọc theo bờ biển dài 17 dặm của căn cứ. Căn cứ chính là tại Mainside Complex nằm ở góc đông nam của căn cứ, và phần phía bắc xa xôi của trại là một khu tập bắn. Dân số ban ngày của căn cứ là khoảng 100.000. Các tân binh từ Trạm Tuyển quân Thủy quân lục chiến San Diego gần đó trải qua một tháng tại quân trường Edson để huấn luyện tác chiến, và sau khi tốt nghiệp sẽ trở lại Trường Lục quân của căn cứ để nhận thêm huấn luyện. Trại Pendleton vẫn nguyên dạng là một phần chính cuối cùng không phát triển của duyên hải miền nam California, được dành lại cho một vài công viên nhỏ của tiểu bang. Bằng cách này, nó đóng vai trò như một vùng trái đệm giữa Quận Cam được coi là một phần của vùng Đại Los Angeles và Quận San Diego.

## Phim nói về trại tị nạn Việt Nam
Phim Rồng xanh (tiếng Anh: Green Dragon) do Timothy Linh Bùi làm đạo diễn cùng với các tài tử Patrick Swayze, Forest Whitaker, Đơn Dương, Lê Thị Hiệp, Nguyễn Hiếu Trung, được dựng trong không gian của một trại tị nạn bằng lều được dựng lên trong Căn cứ Thủy quân Lục chiến Trại Pendleton với những mảnh đời lo âu, lạc lõng, mất mát, ngang trái cùng những hồn nhiên, hy vọng của một đoàn người mà vì chiến tranh nên chỉ trong phút chốc bị đánh bật gốc ra khỏi quê hương, đến một miền đất mới hoàn toàn xa lạ. Trại Pendleton là biểu tượng như một Đảo Ellis của người Việt Nam mới đặt chân đến Hoa Kỳ.

## Vị trí các đơn vị (theo khu vực)
- Khu 11 - Tổng hành dinh của Sư đoàn 1 Thủy quân lục chiến
- Khu 13 (Mainside) - Khu Tổng hành dinh
- Khu 21 (Trại Del Mar) - Tổng hành dinh của Lực lượng Viễn chinh Thủy quân lục chiến I, Tiểu đoàn 3 Xe tăng lội nước Tấn công
- Khu 23 (Trạm Không quân Thủy quân lục chiến Trại Pendleton) - Liên phi đội 39 Thủy quân lục chiến
- Khu 32 - Phi đoàn 3 Hỗ trợ Thủy quân lục chiến (MASS-3), Tiểu đoàn 3 Phòng không Hạng nhẹ (3rd LAAD), MTACS-1
- Khu 33 (Trại Margarita) - Tổng hành dinh Tiểu đoàn 1 Trinh sát
- Khu 41 (Trại Las Flores) - Tiểu đoàn 1 Trinh sát Cơ giới nhẹ, Tiểu đoàn 5 Trung đoàn 11 Thủy quân lục chiến
- Khu 43 (Trại Las Pulgas) - Trung đoàn 11 Thủy quân lục chiến
- Khu 52 (Trại San Onofre) - Trường Bộ Binh Thủy quân lục chiến Hoa Kỳ
- Khu 53 (Trại Horno) - Trung đoàn 1 Thủy quân lục chiến
- Khu 62 (Trại San Mateo) - Trung đoàn 5 Thủy quân lục chiến, Tiểu đoàn 1 Công binh

### Sách
- Estes, Kenneth W. (1999). The Marine Officer's Guide - Sixth Edition. Annapolis, MD: Naval Institute Press. ISBN 1-55750-567-5.
- O'Hara, Thomas (2005). Images of America - Camp Pendleton. Charleston, SC: Arcadia. ISBN 0-7385-2982-6.
- Shettle Jr., M. L. (2001). United States Marine Corps Air Stations of World War II. Bowersville, Georgia: Schaertel Publishing Co. ISBN 0-964-33882-3.

### Trang mạng
- "Camp Pendleton Base History". United States Marine Corps. Bản gốc lưu trữ ngày 3 tháng 7 năm 2006. Truy cập ngày 15 tháng 7 năm 2007.